# Vanga hákozobá
Vanga hákozobá (Vanga curvirostris) je zpěvný pták, který je endemitem ostrova Madagaskar.

## Popis
Dosahuje délky 25–30 cm a váhy 50–80 gramů. Má černobílé zbarvení a zahnutou horní část zobáku, pohlavní dimorfismus není znatelný.

## Výskyt
Je relativně hojný, obývá rozsáhlý areál, zahrnující suché i vlhké subtropické a tropické lesy až do nadmořské výšky 1200 m.

## Chování
Živí se hmyzem, žábami a chameleóny, vybírá také hnízda jiných ptáků. Je monogamním a teritoriálním druhem, ozývá se pronikavým hvízdáním.

## Taxonomie
Vanga hákozobá patří do monotypického rodu Vanga (dříve byl do něj řazen také Pycnonotus flaviventris, který však byl později překlasifikován mezi bulbuly). Vanga hákozobá má dva poddruhy:
- V. c. curvisrostris
- V. c. cetera